# Sonya Salomaa
Sonya Salomaa (Sudbury, 1974) è un'attrice canadese.

## Biografia
Di origini finlandesi, cresce nella British Columbia, dove compie gli studi. È sposata con l'attore Warren Christie e vivono insieme a Vancouver.

## Filmografia

### Cinema
- House of the Dead, regia di Uwe Boll (2003)
- Firefight, regia di Paul Ziller (2003)
- Barely Legal - Doposcuola a luci rosse (After School Special), regia di David Mickey Evans (2003)
- MXP: Most Xtreme Primate, regia di Robert Vince (2004)
- Fatal Reunion regia di George Erschbamer (2005)
- Blood Angels (Thralls), regia di Ron Oliver (2005)
- L'uomo senza ombra 2 (Hollow Man II), regia di Claudio Fäh (2006)
- Breakdown, regia di John Bolton - cortometraggio (2006)
- Black Eyed Dog, regia di Pierre Gang (2006)
- The Tooth Fairy, regia di Chuck Bowman (2006)
- Odysseus & the Isle of Mists, regia di Terry Ingram (2008)
- Watchmen, regia di Zack Snyder (2009)
- Bent, regia di Amy Jo Johnson - cortometraggio (2013)
- Cut Bank - Crimine chiama crimine (Cut Bank), regia di Matt Shakman (2014)
- The Blunder, regia di Amy Jo Johnson - cortometraggio (2014)
- Shooting Blanks, regia di Amy Jo Johnson - cortometraggio (2014)
- The Space Between, regia di Amy Jo Johnson (2017)

### Televisione
- The Collector – serie TV, 26 episodi (2005-2006)
- Kyle XY – serie TV, un episodio (2006)
- Durham County - serie TV, 7 episodi (2007-2010)
- Supernatural – serie TV, 2 episodi (2011)
- Covert Affairs – serie TV, un episodio (2011)
- Republic of Doyle – serie TV, un episodio (2012)
- Intruders – serie TV, 8 episodi (2014)
- Unreal (UnREAL) – serie TV, 5 episodi (2018)

## Doppiatrici italiane
Nelle versioni in italiano delle opere in cui ha recitato, Sonya Salomaa è stata doppiata da:
- Roberta Paladini in House of the Dead
- Claudia Razzi in Stargate SG-1 (ep. 9x07)
- Claudia Catani in Stargate SG-1 (ep. 10x08)
- Stella Musy in The Collector
- Laura Latini in Durham County
- Daniela Calò in The Killing